# IRF4
IRF4 (англ. Interferon regulatory factor 4) – білок, який кодується однойменним геном, розташованим у людей на короткому плечі 6-ї хромосоми. Довжина поліпептидного ланцюга білка становить 451 амінокислот, а молекулярна маса — 51 772.
| 10         |  | 20         |  | 30         |  | 40         |  | 50         |
| ---------- |  | ---------- |  | ---------- |  | ---------- |  | ---------- |
| MNLEGGGRGG |  | EFGMSAVSCG |  | NGKLRQWLID |  | QIDSGKYPGL |  | VWENEEKSIF |
| RIPWKHAGKQ |  | DYNREEDAAL |  | FKAWALFKGK |  | FREGIDKPDP |  | PTWKTRLRCA |
| LNKSNDFEEL |  | VERSQLDISD |  | PYKVYRIVPE |  | GAKKGAKQLT |  | LEDPQMSMSH |
| PYTMTTPYPS |  | LPAQQVHNYM |  | MPPLDRSWRD |  | YVPDQPHPEI |  | PYQCPMTFGP |
| RGHHWQGPAC |  | ENGCQVTGTF |  | YACAPPESQA |  | PGVPTEPSIR |  | SAEALAFSDC |
| RLHICLYYRE |  | ILVKELTTSS |  | PEGCRISHGH |  | TYDASNLDQV |  | LFPYPEDNGQ |
| RKNIEKLLSH |  | LERGVVLWMA |  | PDGLYAKRLC |  | QSRIYWDGPL |  | ALCNDRPNKL |
| ERDQTCKLFD |  | TQQFLSELQA |  | FAHHGRSLPR |  | FQVTLCFGEE |  | FPDPQRQRKL |
| ITAHVEPLLA |  | RQLYYFAQQN |  | SGHFLRGYDL |  | PEHISNPEDY |  | HRSIRHSSIQ |
| E          |  |            |  |            |  |            |  |            |

A: Аланін

C: Цистеїн

D: Аспарагінова кислота

E: Глутамінова кислота

F: Фенілаланін

G: Гліцин

H: Гістидин

I: Ізолейцин

K: Лізин

L: Лейцин

M: Метіонін

N: Аспарагін

P: Пролін

Q: Глутамін

R: Аргінін

S: Серин

T: Треонін

V: Валін

W: Триптофан

Кодований геном білок за функціями належить до активаторів, фосфопротеїнів. 
Задіяний у таких біологічних процесах, як транскрипція, регуляція транскрипції, альтернативний сплайсинг. 
Білок має сайт для зв'язування з ДНК. 
Локалізований у ядрі.